# Knud Đại đế
Knud Sweynsson (/kəˈnjuːt/, tiếng Anh cổ: Cnut cyng, tiếng Na Uy cổ: Knútr inn ríki, mất ngày 12 tháng 11 năm 1035), còn được gọi là Knud Đại đế hay Canute, là vua của Đan Mạch, Anh và Na Uy. Tuy nhiên, sau cái chết của những người kế vị trong vòng một thập kỷ của chính mình và cuộc chinh phục nước Anh của người Norman vào năm 1066, di sản này đã bị mất. Ông được viện dẫn phổ biến trong bối cảnh truyền thuyết về vua Knud và thủy triều, nói rằng ông là một vị quân vương si mê tin rằng ông có sức mạnh siêu nhiên, trái với truyền thuyết ban đầu miêu tả một vị vua khôn ngoan đã khiển trách các triều thần của ông.
Là một hoàng tử Đan Mạch, Knud đã giành được ngai vàng nước Anh vào năm 1016 sau hàng thế kỷ hoạt động của người Viking ở tây bắc châu Âu. Scotland đã đệ trình cho ông vào năm 1017. Sau đó, ông hợp nhất hoàng triều Anh và Đan Mạch. Kund đã tìm cách bảo vệ cơ sở quyền lực này bằng cách hợp nhất người Đan Mạch và tiếng Anh dưới sự ràng buộc về văn hóa của cải và phong tục, cũng như thông qua sự tàn bạo. Sau một thập kỷ xung đột với các đối thủ ở Scandinavia, Kund đã giành được vương miện của Na Uy tại Trondheim vào năm 1028. Thành phố Sigtuna của Thụy Điển đã bị Knud nắm giữ.
Knud sở hữu các giáo phận của Anh và Giáo phận lục địa Đan Mạch, với một yêu sách được đưa ra bởi Tổng giáo phận Đế chế La Mã của Hamburg-Bremen, là một nguồn có uy tín và đòn bẩy lớn trong Giáo hội Công giáo và trong số các ông trùm của Christendom (đáng chú ý là những nhượng bộ như giá của áo bào của các giám mục của ông, mặc dù họ vẫn phải đi lại để có được áo bào, cũng như phí cầu đường mà người dân của ông phải trả trên đường đến Roma).
Sau chiến thắng năm 1026 trước Na Uy và Thụy Điển, và trên đường trở về từ Roma, nơi ông đã tham dự lễ đăng quang của Hoàng đế La Mã thần thánh, Knud, trong một lá thư viết vì lợi ích của người dân của mình, được coi là "Vua của toàn Anh và Đan Mạch và người Na Uy và một số người Thụy Điển". Các vị vua Anglo-Saxon đã sử dụng danh hiệu "vua của người Anh". Nhà sử học thời trung cổ Norman Cantor gọi ông là "vị vua có ảnh hưởng lớn nhất trong lịch sử Anglo-Saxon".

## Thời trẻ

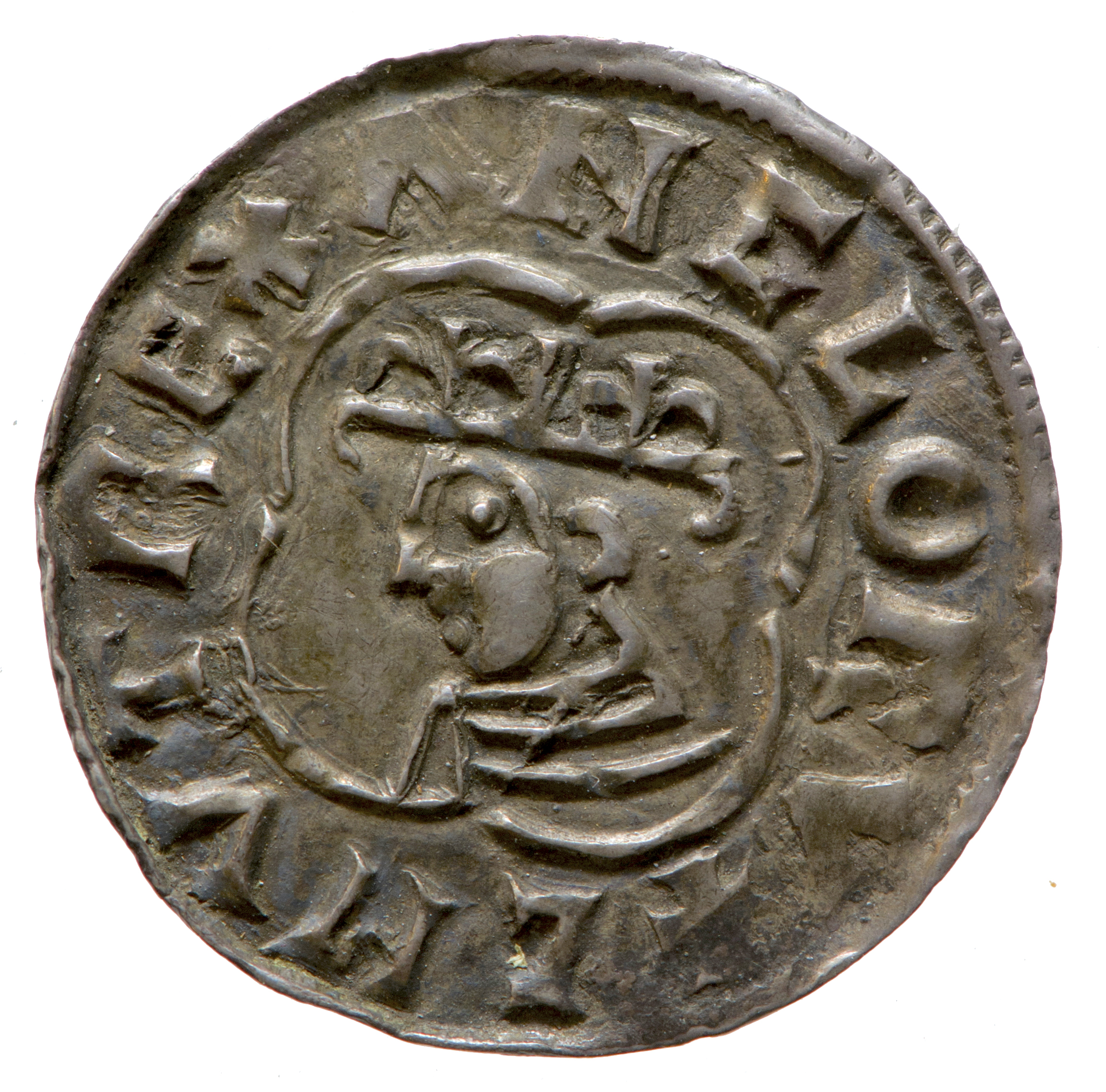
Đồng xu bạc của Knud Đại đế

Knud là con trai của hoàng tử Đan Mạch Sweyn Forkbeard, là con trai và là người kế vị của vua Harald Bluetooth và do đó xuất thân từ một dòng dõi cai trị Scandinavia tập trung vào sự thống nhất của Đan Mạch. Cả nơi sinh và ngày sinh của ông đều không được biết. Harald Bluetooth, ông nội của Knud, là vua Đan Mạch tại thời điểm Kitô giáo hóa Đan Mạch; ông trở thành vị vua đầu tiên của Scandinavia chấp nhận Kitô giáo.
Hầu như không có bất cứ điều gì được biết chắc chắn về cuộc đời của Knud cho đến năm ông là một phần của quân đội Scandinavia dưới thời cha ông, vua Sweyn, trong cuộc xâm lược nước Anh vào mùa hè năm 1013. Đó là đỉnh điểm của một cuộc đột kích của người Viking qua nhiều thập kỷ. Sau khi hạ cánh xuống Humber, vương quốc rơi xuống tay người Viking một cách nhanh chóng, và gần cuối năm, Vua Æthelred đã trốn sang Normandy, để Sweyn Forkbeard chiếm hữu nước Anh. Vào mùa đông, Forkbeard đang trong quá trình củng cố vương quyền của mình, với Knud phụ trách hạm đội và căn cứ của quân đội tại Gainsborough.
Sau khi Sweyn Forkbeard mất sau vài tháng làm vua, người Viking và người dân Danelaw ngay lập tức bầu Knud làm vua ở Anh. Tuy nhiên, giới quý tộc Anh đã có một cái nhìn khác, và Witenagemot đã nhớ lại Æthelred từ Normandy. Nhà vua được khôi phục đã nhanh chóng lãnh đạo một đội quân chống lại Knud, người đã chạy trốn cùng quân đội của mình đến Đan Mạch, dọc theo con đường cắt xén con tin mà họ đã bắt và bỏ rơi họ trên bãi biển tại Sandwich. Knud đã đến Harald và được cho là đã đưa ra đề nghị họ có thể có một vương quyền chung, mặc dù điều này không tìm thấy sự ưu ái với anh trai của ông. Harald được cho là đã đề nghị Knud chỉ huy lực lượng của mình cho một cuộc xâm lược khác của Anh, với điều kiện ông không tiếp tục nhấn mạnh yêu sách của mình. Trong mọi trường hợp, Knud đã thành công trong việc chế tạo một hạm đội lớn để tiến hành một cuộc xâm lược khác.

## Xâm chiếm nước Anh
Trong số các đồng minh của Đan Mạch có Bolesław I Dũng cảm, Công tước Ba Lan (sau này lên ngôi vua) và có họ hàng với hoàng gia Đan Mạch. Ông cho một số quân đội Ba Lan mượn, có khả năng là một cam kết được thực hiện cho Knud và Harald vào mùa đông để đưa mẹ của họ trở lại triều đình Đan Mạch. Bà đã được cha của họ gửi đi sau cái chết của vua Thụy Điển Eric Huy hoàng vào năm 995, và cuộc hôn nhân của ông với Sigrid Ngạo mạn, mẹ của nữ hoàng Thụy Điển. Giá thú này đã hình thành một liên minh mạnh mẽ giữa người kế vị ngai vàng của Thụy Điển, Olof Skötkonung, và những người cai trị Đan Mạch, những người đồng đạo của ông. Người Thụy Điển chắc chắn là một trong những đồng minh trong cuộc chinh phục nước Anh. Một phò mã khác của hoàng gia Đan Mạch, Eiríkr Hákonarson, là Trondejarl (Bá tước Lade) và đồng cai trị Na Uy, với Sweyn Haakonsson của Na Uy, dưới quyền chủ quyền của Đan Mạch kể từ Trận chiến Svolder, vào năm 999. tham gia vào cuộc xâm lược đã để con trai Hakon cai trị Na Uy, với Sweyn.
Vào mùa hè năm 1015, hạm đội của Knud lên đường sang Anh với một đội quân Đan Mạch có lẽ 10.000 người trong 200 chiến trường. Knud đứng đầu một loạt người Viking từ khắp Scandinavia. Lực lượng xâm lược là tham gia vào cuộc chiến thường xuyên và gần gũi với người Anh trong mười bốn tháng tới. Thực tế tất cả các trận chiến đã được chiến đấu chống lại người con trai cả của Æthelred, Edmund Ironside.

### Dừng chân ở Wessex
Theo bản thảo Biên niên sử Peterborough, một trong những nhân chứng chính của Biên niên sử Anglo-Saxon, đầu tháng 9 năm 1015 "[Knud] đã đến Sandwich, và cướp bóc ở Dorset và Wiltshire và Somerset", bắt đầu một chiến dịch với sự dữ dội chưa từng thấy kể từ thời Alfred Đại đế. Một đoạn từ Encomium của Emma cung cấp một hình ảnh về đội tàu của Knud:
Ở đó có rất nhiều loại khiên, mà bạn có thể tin rằng quân đội của tất cả các quốc gia đều có mặt.... Vàng tỏa sáng trên mũi tàu, bạc cũng lóe lên trên những con tàu có hình dạng khác nhau.... Vì ai có thể nhìn vào những con sư tử của kẻ thù, khủng khiếp với ánh sáng của vàng, [...] đe dọa với những khuôn mặt vàng,... những người trên những con bò trên những con tàu đe dọa cái chết, sừng của chúng tỏa sáng Vàng, mà không cảm thấy sợ gì cho vua của một thế lực như vậy? Hơn nữa, trong cuộc thám hiểm vĩ đại này, không có nô lệ, không có người đàn ông nào thoát khỏi cảnh nô lệ, không có người đàn ông thấp hèn, không có người đàn ông yếu đuối do tuổi tác; vì tất cả đều cao quý, tất cả đều mạnh mẽ với sức mạnh của tuổi trưởng thành, tất cả đều phù hợp với bất kỳ loại chiến đấu nào, tất cả các hạm đội lớn như vậy, rằng họ khinh miệt tốc độ của kỵ binh.— Encomium Emmae Reginae

### Bao vây London

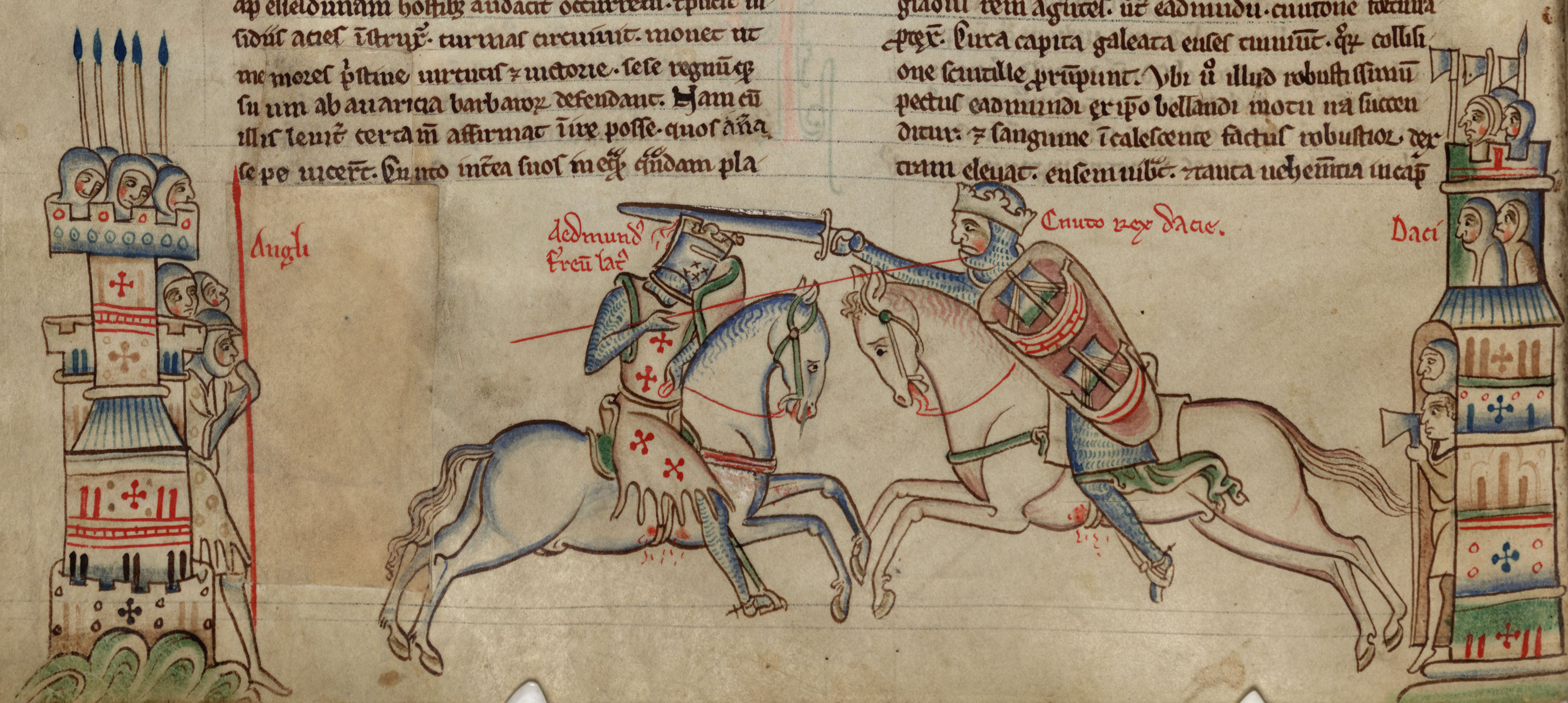
Bức tranh thời trung cổ về cảnh giao chiến giữa Edmund Ironside (trái) và Knud (phải)

Edmund Ironside đã có thể tạm thời giải cứu London, đánh đuổi kẻ thù và đánh bại họ sau khi vượt qua sông Thames tại Brentford. Chịu tổn thất nặng nề, ôngrút về Wessex để tập hợp quân lính mới, và người Đan Mạch lại đưa London vào vòng vây, nhưng sau một cuộc tấn công không thành công khác, họ đã rút vào Kent dưới sự tấn công của người Anh, với trận chiến tại Otford. Lúc này, Eadric Streona đã tiếp kiến Vua Edmund và Knud đi thuyền về phía bắc qua cửa sông Thames đến Essex, và đi từ bến tàu lên sông Orwell để tàn phá Mercia.

## Vua Anh
Knud đã cai trị nước Anh trong gần hai thập kỷ. Sự bảo vệ mà ông cho mượn đối với những người đột kích Viking, nhiều người trong số họ dưới quyền chỉ huy của anh ta đã khôi phục sự thịnh vượng ngày càng suy yếu kể từ khi nối lại các cuộc tấn công của người Viking trong những năm 980. Đổi lại, người Anh cũng giúp ông thiết lập quyền kiểm soát phần lớn Scandinavia.

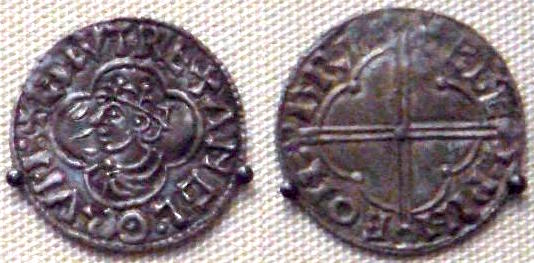
Các đồng xu của Knud, trưng bày tại Bảo tàng Anh

Trong trận chiến Nesjar, năm 1016, Olaf Haraldsson đã đánh bại vương quốc Na Uy từ người Đan Mạch. Đó là vào một khoảng thời gian sau khi Erikr rời Anh và cái chết của Svein khi rút lui về Thụy Điển, có thể có ý định trở về Na Uy với quân tiếp viện, con trai của Erikr, Hakon cũng đến để cùng cha và hỗ trợ Knud ở Anh.
Knud thường được nhớ đến như một vị vua khôn ngoan và thành công của nước Anh, mặc dù quan điểm này một phần có thể là do ông đối xử tốt với Giáo hội, người giữ kỷ lục lịch sử. Dưới triều đại của mình, Knud đã tập hợp các vương quốc Anh và Đan Mạch, và các dân tộc Scandinavic và Saxon đã chứng kiến một thời kỳ thống trị trên khắp Scandinavia, cũng như trong Quần đảo Anh. Các chiến dịch của ông ở nước ngoài có nghĩa là các bảng của quyền lực tối cao của người Viking đã được xếp chồng lên nhau để ủng hộ người Anh, biến những mũi nhọn của những cuộc chiến dài hướng về Scandinavia. Ông đã khôi phục Luật của Vua Edgar để cho phép hiến pháp của Danelaw và cho hoạt động của người Scandinavia nói chung.

## Vua Đan Mạch
Harald II qua đời năm 1018, và Knud đã đến Đan Mạch để khẳng định sự kế vị của hoàng gia, nói rõ ý định ngăn chặn các cuộc tấn công chống lại nước Anh trong một lá thư năm 1019. Có vẻ như có những người Đan Mạch đối lập với ông, và một cuộc tấn công mà ông thực hiện với những người Wend xứ Pomerania có thể có liên quan đến việc này. Trong cuộc thám hiểm này, ít nhất một trong những người Anh của Knud, Godwin, dường như đã giành được sự tin tưởng của nhà vua sau một cuộc đột kích vào ban đêm, cá nhân ông đã lãnh đạo chống lại một cuộc bao vây Wend.
Có lẽ Knud đã nắm giữ ngai vàng Đan Mạch một cách ổn định. Ông quay trở lại Anh vào năm 1020. Ông bổ nhiệm Ulf Jarl, chồng của chị gái ông Estrid Svendsdatter, làm nhiếp chính của Đan Mạch, tiếp tục giao cho ông con trai của mình bởi vương hậu Emma, Harthacnut, người mà ông đã phong thái tử cho vương quốc của mình. Với cái chết của Olof Skötkonung vào năm 1022, đã có lý do cho một biểu hiện về sức mạnh của Đan Mạch ở vùng Baltic. Jomsborg (được cho là ở trên một hòn đảo ngoài khơi Pomerania), có lẽ là mục tiêu của cuộc thám hiểm của Knud.

### Hành trình đến Roma

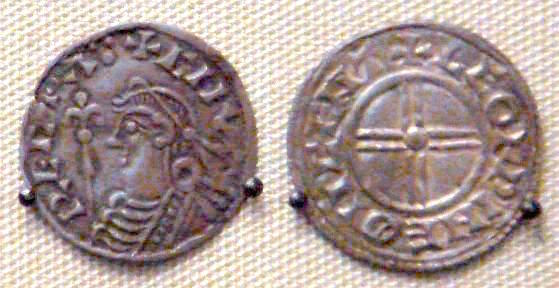
Các đồng xu của Knud, trưng bày tại Bảo tàng Anh

Phù hợp với vai trò là một vị vua Kitô giáo, Knud nói rằng ông đã đến Roma để ăn năn tội lỗi của mình, để cầu nguyện cho sự cứu chuộc của các tội lỗi của mình, và để thương lượng với Giáo hoàng về việc giảm chi phí của áo bào cho các tổng giám mục người Anh và để giải quyết sự cạnh tranh giữa các tổng giáo phận Canterbury và Hamburg-Bremen vì sự vượt trội so với các giáo phận Đan Mạch. Ông cũng tìm cách cải thiện các điều kiện cho khách hành hương, cũng như thương nhân, trên đường đến Roma.
Chuyến thăm của Knud đến Roma là một chiến thắng. Trong câu thơ của Knútsdrápa, Sigvatr Þórðarson ca ngợi Knud, vị vua của ông, là "thân yêu với Hoàng đế, gần gũi với Peter". Trong thời của Christendom, một vị vua được coi là có thiện cảm với Thiên Chúa có thể mong đợi được cai trị một vương quốc hạnh phúc. Ông chắc chắn ở một vị trí mạnh mẽ hơn, không chỉ với Giáo hội và người dân, mà còn trong liên minh với các đối thủ phía nam của ông, ông có thể kết thúc cuộc xung đột của mình với các đối thủ ở phía bắc. Lá thư của ông không chỉ nói với những người đồng hương về những thành tựu của ông ở Roma, mà còn về những tham vọng của mình trong thế giới Scandinavia khi trở về nhà.

Đế quốc Biển Bắc của Knud Đại đế, c. năm 1030.

## Vua Na Uy và một phần Thụy Điển
Trong bức thư năm 1027, Knud tự coi mình là vua của "người Na Uy và một số người Thụy Điển" - chiến thắng của ông trước người Thụy Điển cho thấy Helgea là dòng sông ở Uppland chứ không phải là ở phía đông Scania - trong khi vua Thụy Điển đã thực hiện một cuộc nổi loạn. Knud cũng tuyên bố ý định tiến tới Đan Mạch để bảo đảm hòa bình giữa các vương quốc Scandinavia, phù hợp với bản miêu tả của John xứ Worcester rằng vào năm 1027, Knud thấy một số người Na Uy bất mãn và gửi cho họ số tiền vàng và bạc để nhận được sự ủng hộ của họ trên ngai vàng.
Năm 1028, sau khi trở về từ Roma qua Đan Mạch, Knud lên đường từ Anh đến Na Uy và thành phố Trondheim, với một đội tàu gồm năm mươi chiếc tàu. Olaf Haraldsson đã đứng xuống, không thể thực hiện bất kỳ cuộc chiến nào, vì các quý tộc của ông đã chống lại ông vì xu hướng tán tỉnh vợ của họ để phù phép. Knud lên ngôi vua Anh, Đan Mạch và Na Uy cũng như một phần của Thụy Điển.

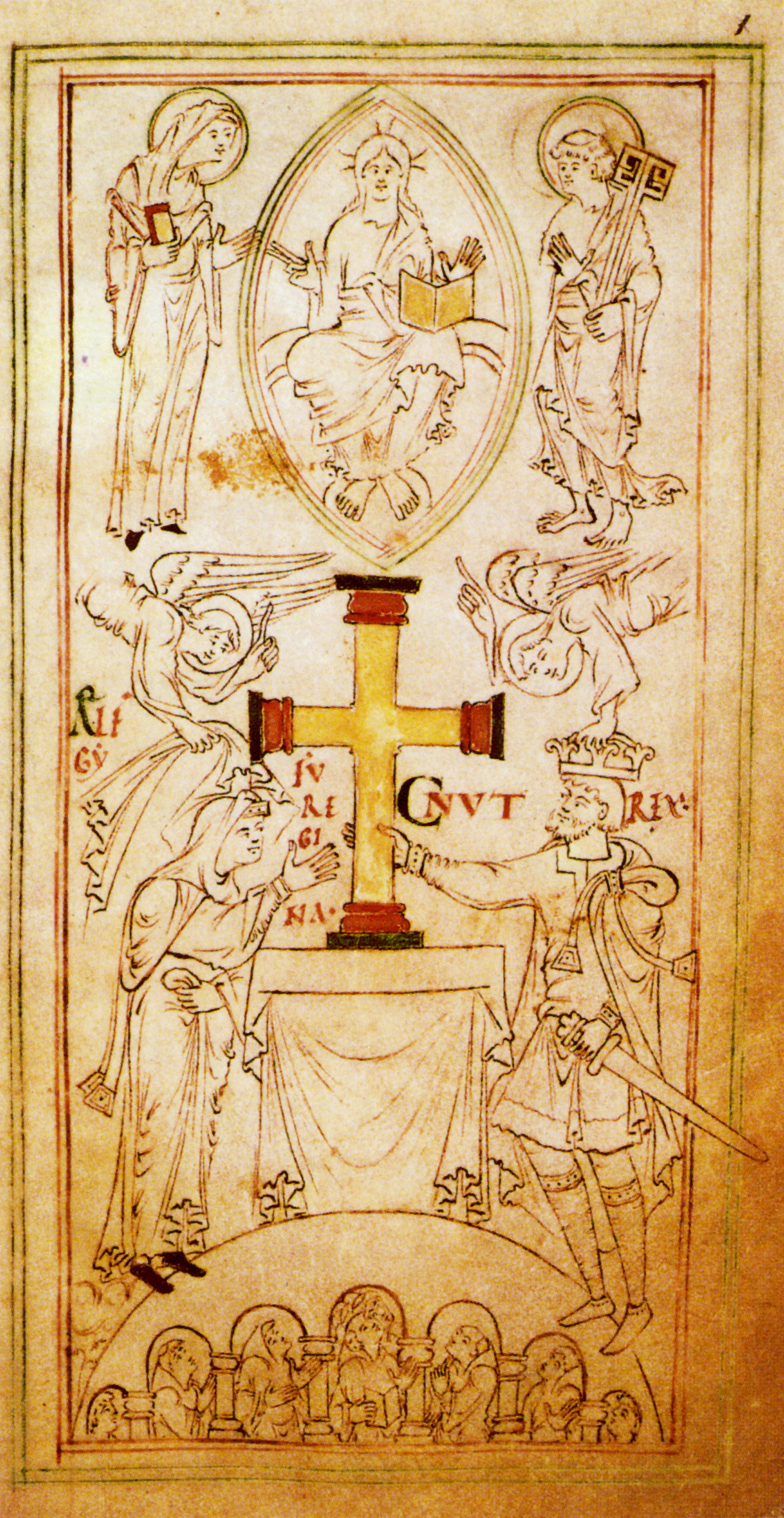
Thiên thần trao vương miện cho Knud khi ông và Emma xứ Normandie[[Knud Đại đế#cite%20note-FOOTNOTEKeynes2009-25|[24]]][[Knud Đại đế#cite%20note-FOOTNOTEKeynes2009-25|[24]]][[Knud Đại đế#cite%20note-FOOTNOTEKeynes2009-25|[24]]][[Knud Đại đế#cite%20note-FOOTNOTEKeynes2009-24|[23]]][[Knud Đại đế#cite%20note-FOOTNOTEKeynes2009-22|[21]]][[Knud Đại đế#cite%20note-FOOTNOTEKeynes2009-22|[21]]] (Ælfgifu) tặng một cây thánh giá bằng vàng lớn cho Tu viện Hyde ở Winchester. Từ Liber Vitae trong Thư viện Anh.

## Quan hệ với nhà thờ
Hành động của Knud như một kẻ chinh phục và sự đối xử tàn nhẫn của ông đối với triều đại bị lật đổ đã khiến ông ta trở nên khó chịu với Giáo hội. Ông đã là một người theo Kitô giáo trước khi trở thành vua. Mối quan hệ cởi mở của ông với một người vợ lẽ, Ælfgifu xứ Northampton, người vợ khéo léo của ông, người mà Knud phong là vương hậu phương bắc của mình khi ông cưới Emma xứ Normandy, người được phong hoàng hậu ở phía nam với một điền trang ở Exeter, là một cuộc xung đột khác với giáo huấn của Giáo hội. Trong một nỗ lực để hòa giải chính mình với các giáo hội của mình, Knud đã tu bổ tất cả các nhà thờ và tu viện tiếng Anh là nạn nhân của sự cướp bóc của người Viking và đổ đầy kho bạc của họ. Ông cũng xây dựng những nhà thờ mới và là một người bảo trợ tha thiết của các cộng đồng tu viện. Quê hương Đan Mạch của ông là một quốc gia Kitô giáo đang trên đà phát triển, và mong muốn nâng cao tôn giáo vẫn còn mới mẻ. Ví dụ, nhà thờ đá đầu tiên được ghi nhận được xây dựng ở Scandinavia là ở Roskilde, c. 1027, và người bảo trợ của nó là chị gái của Knud, Estrid.

## Qua đời
Knud qua đời vào ngày 12 tháng 11 năm 1035. Tại Đan Mạch, ông được Harthacnut kế vị, còn được gọi là Knud III. Mẹ của ông, hoàng hậu Emma, trước đây cư trú tại Winchester cùng với một số người hầu của con trai bà, đã chạy trốn đến Bruges ở Flanders, dưới áp lực của những người ủng hộ con trai khác của Knud sau Svein, bởi Ælfgifu xứ Northampton: Harold Harefoot - nhiếp chính ở Anh giai đoạn 1035-1037 (người tiếp tục lên ngôi vua Anh năm 1037, trị vì cho đến khi qua đời năm 1040). Hòa bình cuối cùng ở Scandinavia đã để Harthacnut tự do giành lấy ngai vàng vào năm 1040 và giành lại vị trí của mẹ mình. Ông đã mang lại vương miện của Đan Mạch và Anh một lần nữa cho đến khi qua đời vào năm 1042. Đan Mạch rơi vào thời kỳ rối loạn với cuộc đấu tranh quyền lực giữa kẻ giả danh ngai vàng Sweyn Estridsson, con trai của Ulf và vua Na Uy, cho đến khi Magnus qua đời vào năm 1047. Sự kế thừa của nước Anh đã nhanh chóng trở lại dòng dõi Anglo-Saxon.